# Dead by Sunrise
Dead By Sunrise was een sideproject van de zanger Chester Bennington van Linkin Park in samenwerking met Julien-K-leden Amir Derakh, Ryan Shuck Brandon Belsky, Elias Andra en Anthony "Fu" Valcic. Oorspronkelijk heette het project "Snow White Tan" maar dit is om onduidelijke redenen gewijzigd. Het album, waar de groep sinds 2005 aan werkte, werd 13 oktober uitgebracht worden en heeft Out of Ashes als titel meegekregen. Als leadsingle van dit tien nummers tellende album zijn er twee nummers gekozen. Crawl Back In was de eerste single en Let Down werd uitgebracht als de tweede single.

## Achtergrondinformatie
De band is Benningtons solo-act. Met Fort Minor blies Mike Shinoda al eerder zijn eigen project leven in. Bennington werkte eerder mee aan Derakh en Shucks sideproject Julien-K, waar hij producer was voor het debuutalbum Death to Analog.
Beide bands zijn hetzelfde. De ene waarbij Chester zingt en schrijft is Dead by Sunrise, maar als ik zing en Amir en ik de hoofdschrijvers zijn, wordt het Julien-K en is het meer electro en donkerder. Julien-K en Dead by Sunrise zijn eigenlijk een creatief collectief. Dead by Sunrise is Chesters Julien-K.
Het album was in 2006 al volledig opgenomen en klaar voor release maar werd steeds uitgesteld vanwege Benningtons verplichtingen met Linkin Park, dat op dat moment bezig was met het derde studioalbum Minutes to Midnight. Enkele nummers ontstonden ook bij het schrijfproces van het album, maar volgens Bennington pasten deze stilistisch niet bij Linkin Park vanwege de duisternis en het gevoel. Een ander nummer, Let Down, bestond al een tijdje. Het werd gespeeld in een akoestische uitvoering tijdens een liefdadigheidsconcert in 2005. Shuck, een van de achtergrondgitaristen tijdens het optreden, zei tegen Bennington dat hij iets met het nummer moest doen omdat hij het nummer goed vond. Morning After was ook eerder gespeeld en is een favoriet bij de fans. Het bestaat naast de akoestische uitvoering ook in een Julien-K remix, dat op de soundtrack van de film Underworld: Evolution staat. Hoewel Bennington in eerste instantie ontkende dat het nummer op het album zou staan, bleek later in de officiële tracklist dat het nummer in de originele studioversie als bonusnummer werd toegevoegd.
Na de release van Minutes to Midnight bleef de zanger doorwerken aan het album en meldde in een interview dat het album in 2008 uitgebracht zou worden en later dat jaar dat het 2009 zou worden. Vanaf midden 2008 werkte Bennington tegelijkertijd aan zijn project en aan het vierde album van Linkin Park, dat in 2010 moet uitkomen.
In de zomer van 2009 was het album volledig opgenomen en gemixt. De band gaf gedurende in het geheim enkele privéoptredens, waaronder een optreden in een tatoeagewinkel in Californië, waar Bennington mede-eigenaar is. In september kwam het album uit met Crawl Back In als leadsingle en Let Down als diens opvolger. Begin 2010 begon een Europese tour, waaronder de Melkweg werd aangedaan. Inmiddels is begonnen aan het tweede album, dat na het vierde album van Linkin Park uitgebracht zal worden.

## Stijl

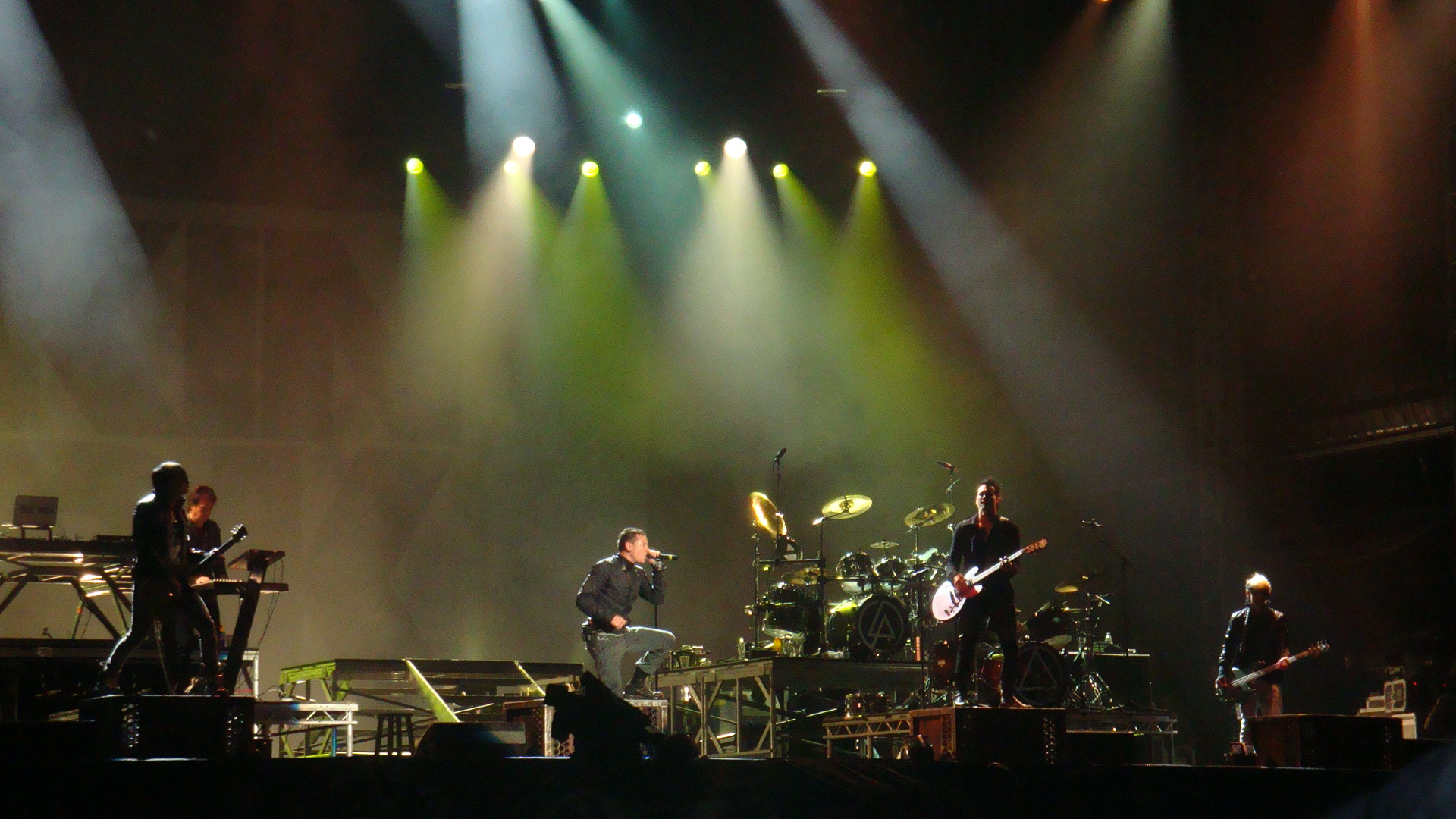
Dead by Sunrise tijdens het eerste optreden op de Britse editie van Sonisphere

Het album heeft invloeden van rock uit de jaren negentig en pop uit de jaren tachtig zoals The Cure, Depeche Mode en Bauhaus, maar ook van geluiden van Linkin Park. Toen Bennington in een interview werd gevraagd of hij het verschil tussen zijn beide bands kon uitleggen, vond hij dit moeilijk te beschrijven en vergeleek het met het verschil tussen Soundgarden en Alice in Chains. Later zei hij wel dat Dead by Sunrise veel melodischer en sexier omdat ze over het verliefd raken of het bedrijven van liefde gaat. Er zijn veel afwisselingen tussen positief en negatief. Bennington beschreef het album in de magazine Rolling Stone als een fusie van elektronica en rock en voegde toe dat men meteen beseft dat het hier niet om Linkin Park gaat. Over de single Crawl Back In zei hij dat het een punkbaslijn heeft met zware gelaagde vocalen dat doet denken aan de Smashing Pumpkins uit de Mellon Collie-periode en zei ook over een ander nummer getiteld Give Me Your Name dat dat zijn melodische kant laat zien. Het schrijven van het album was moeilijker dan anders omdat het hier ook over liefde gaat.
Ter promotie speelde de band voor de encore van Linkin Park drie nummers tijdens de Europese tour van Linkin Park. Daarbij deden ze onder andere de Britse editie van Sonisphere aan.

## Formatie
- Chester Bennington † — zanger
- Ryan Shuck — gitaar, achtergrondzang
- Amir Derakh — gitaar, synthesizer
- Brandon Belsky — basgitaar
- Elias Andra — drums
- Anthony "Fu" Valcic — keyboards

## Discografie

### Albums
| Album met eventuele hitnotering(en) in de Nederlandse Album Top 100 | Datum van verschijnen | Datum van binnenkomst | Hoogste positie | Aantal weken | Opmerkingen |
| ------------------------------------------------------------------- | --------------------- | --------------------- | --------------- | ------------ | ----------- |
| Out of Ashes                                                        | 09-10-2009            | 24-10-2009            | 82              | 1            |             |

### Singles
- Crawl Back In (18 augustus 2009)
- Let Down (DE: 23 oktober 2009)